# 金面山
金面山，又名鳥嘴尖，位於台灣桃園市大溪區東部，海拔667公尺，有1056號二等三角點基石，為台灣小百岳之一。